# Гусєв Володимир Іванович
Володимир Іванович Гусєв (? — ?) — український радянський діяч, начальник шахти імені Лутугіна міста Чистякове Сталінської (Донецької) області. Кандидат у члени ЦК КПУ в березні 1954 — лютому 1960 року.

## Біографія
Член ВКП(б) з 1944 року.
Працював у гірничодобувній галузі.
У 1950-х — 1960-х роках — начальник шахти (шахтоуправління) імені Лутугіна тресту «Чистяковантрацит» міста Чистякове Сталінської (Донецької) області.

## Нагороди
- орден Леніна (26.04.1957)
- ордени
- медалі